# Улица Искры (Москва)
Улица И́скры (правильнее по нормам русского языка — улица «И́скры») — улица на северо-востоке Москвы в Бабушкинском районе Северо-восточного административного округа, начинается от улицы Лётчика Бабушкина.

## Происхождение названия
Названа именем марксистской газеты «Искра», издававшейся с 1900 года. До 1964 года — Спартаковская улица бывшего города Бабушкин.

## Расположение
Улица проходит с востока на запад параллельно Печорской улице. Начинается от улицы Лётчика Бабушкина, пересекает Енисейскую улицу и заканчивается у депо Свиблово. Справа между ней и улицей Чичерина расположен сквер.

## Учреждения и организации
- Дом 17 — «Мебель Белоруссии»;
- Дом 21 — служба материально-технического снабжения Московского метрополитена;
- Дом 21, корпус 2 — милиция СВАО;
- Дом 21, строение 2 — строительное управление Министерства обороны РФ.

## Галерея

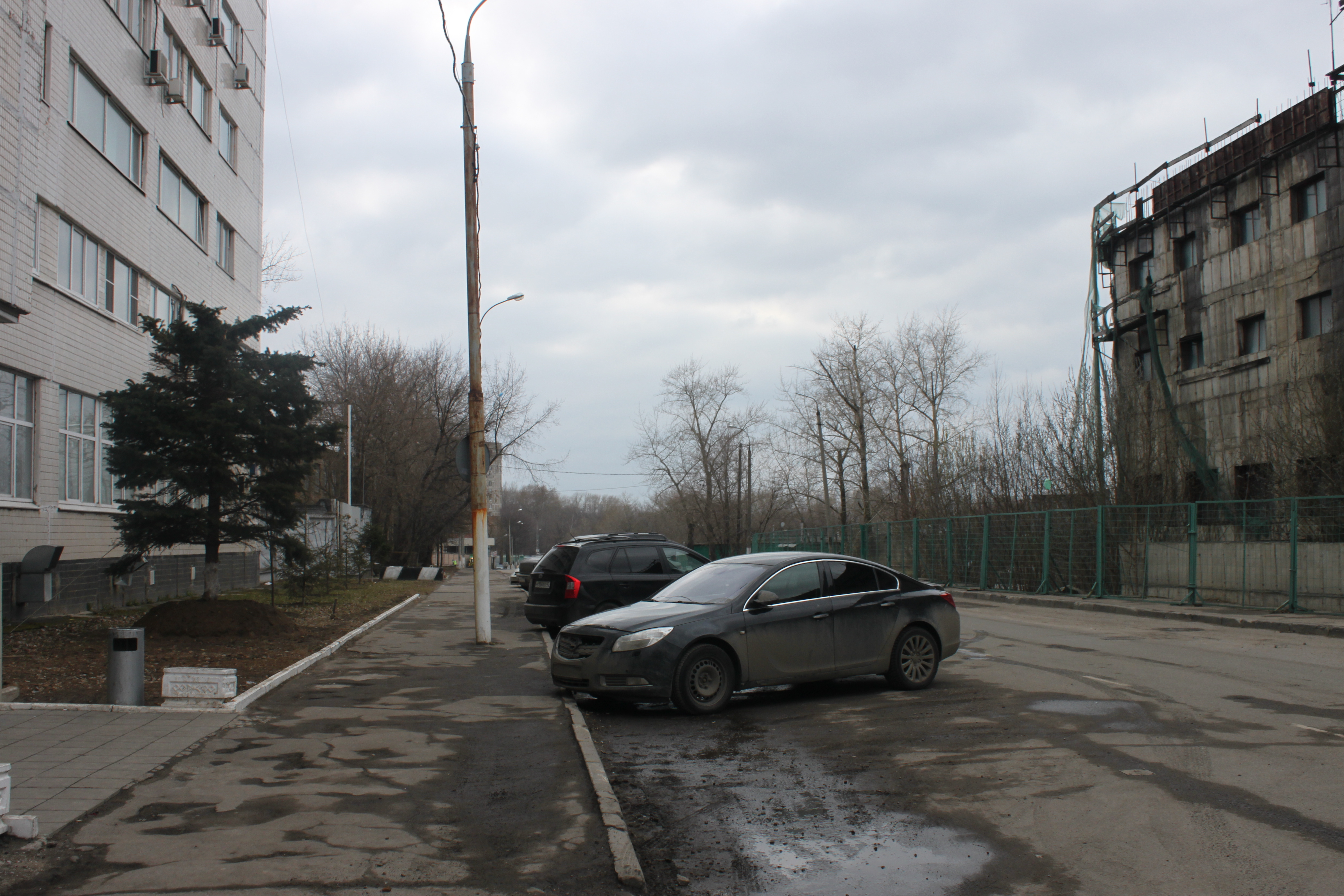
Вид на улицу Ленская
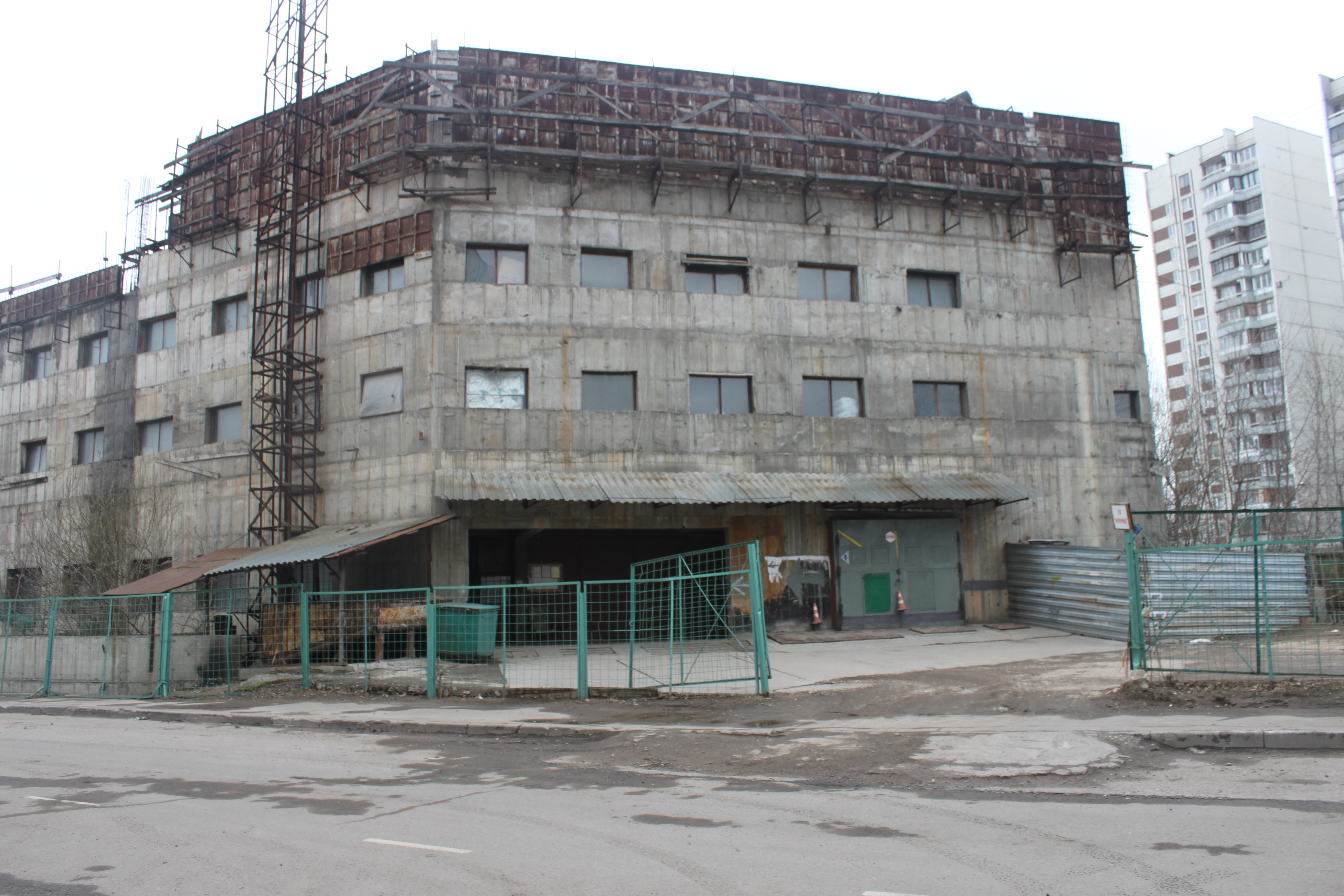
Заброшенное здание
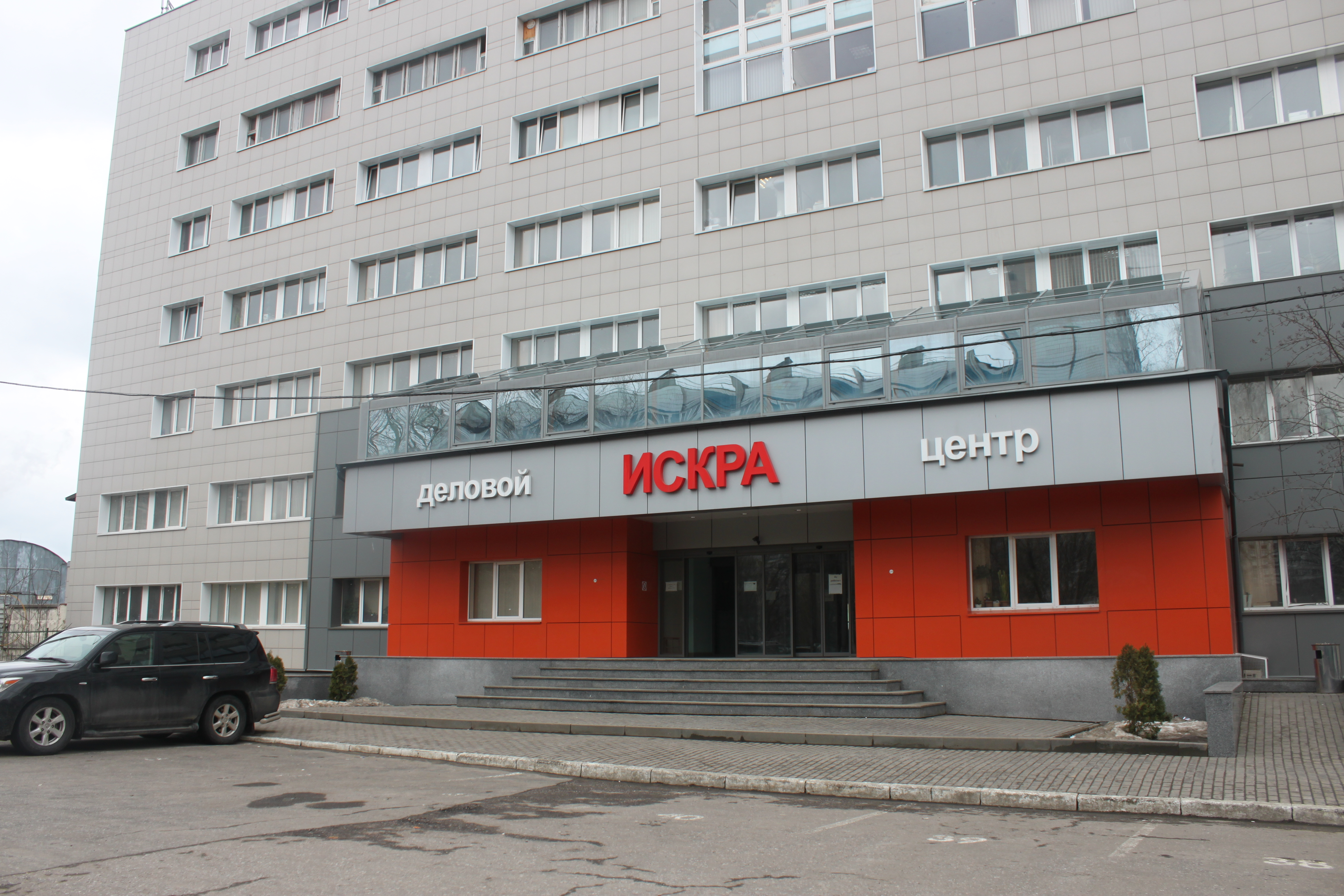
Деловой центр